# X 73900
,,
Les X 73900, sont des autorails mono caisses, surnommées A TER, Baleines bleues, Concombres, Suppos ou Saucisses, issus de la gamme Alstom Coradia, dérivés des X 73500, exploités par la SNCF et assurant principalement des TER transfrontaliers entre la France et l'Allemagne.

## Description
Les X 73900 ont été construits par Alstom DDF (Usine ferroviaire de Reichshoffen) entre 2001 et 2004.

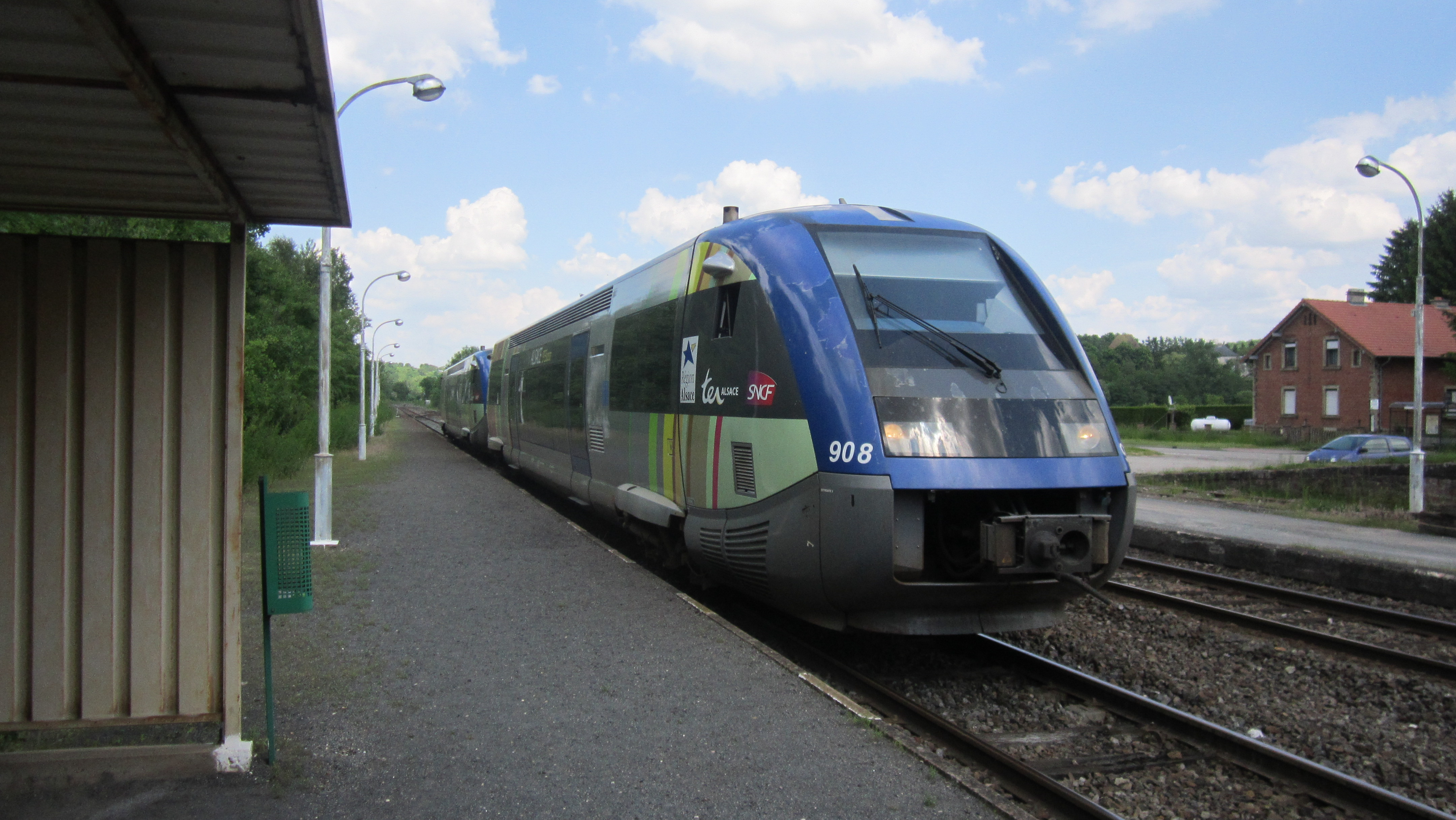
L'automoteur X 73908 avec sa livrée TER Alsace (apparue dans un second temps) en gare de Kalhausen, sur un trajet Sarrebruck-Strasbourg.

Outre les équipements de sécurité français, les X 73900 ont la particularité d'être équipés du PZB et d'Indusi, les systèmes de signalisation et de sécurité nécessaires à la circulation en Allemagne. Ils sont également équipés des mêmes toilettes à rétention que les VT 641 de la DB ainsi que d'amortisseurs anti-lacet sur les bogies.
Ils sont utilisables en unité-multiple entre eux jusqu'à 3 éléments, ainsi qu'avec les X 73500. Ils ne sont cependant pas compatibles avec les VT 641 de la DB.

## Aménagements intérieurs
Les X 73900 ont le même intérieur et le même poste de conduite que les X 73500.
Ils offrent 64 places assises. Les 12 exemplaires alsaciens sont aménagés en classe unique. Les 7 autres proposent un compartiment 1re classe de 16 places en extrémité de caisse et 48 places en 2de classe.

## Relations effectuées
Les 19 X 73900 circulent sur le réseau TER Grand Est. Ils sont prioritairement engagés sur les liaisons transfrontalières :
- Strasbourg – Sarreguemines – Sarrebruck
- Strasbourg – Kehl – Offenbourg
- Strasbourg – Lauterbourg – Wörth
- Strasbourg – Wissembourg – Neustadt
- Mulhouse – Müllheim – Fribourg-en-Brisgau
- Metz-Ville – Forbach – Sarrebruck (en particulier le service de navette horaire entre Forbach et Sarrebruck)
- Metz-Ville – Trèves

Ponctuellement, les X 73900 circulent également sur des lignes intérieures, aux côtés des X 73500.

## Engins particuliers
Dans le cadre d'un accord entre l'ancienne Région Lorraine et le Land de Sarre, ce dernier a participé au financement de deux autorails. Ces deux exemplaires, immatriculés X 73914 et 73915, portent ainsi la livrée rouge de la Deutsche Bahn. Ils sont néanmoins propriété de la SNCF et sont intégrés à la supervision technique de flotte Lorraine basée à Metz.

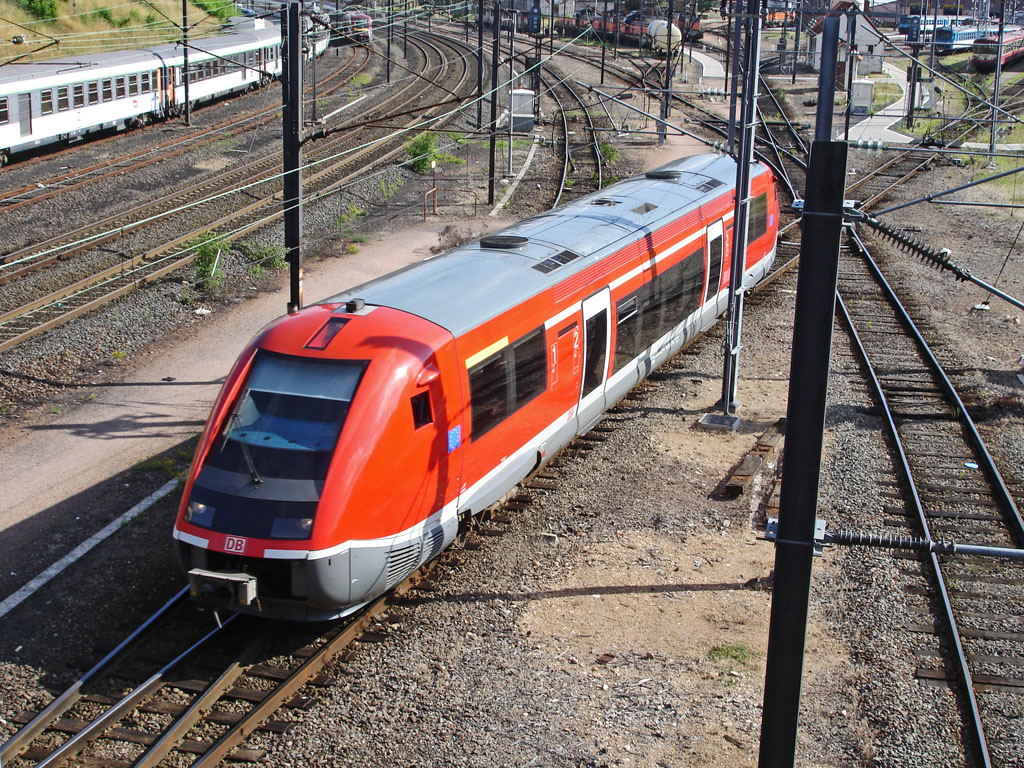
L'autorail X 73915 aux couleurs de la DB.
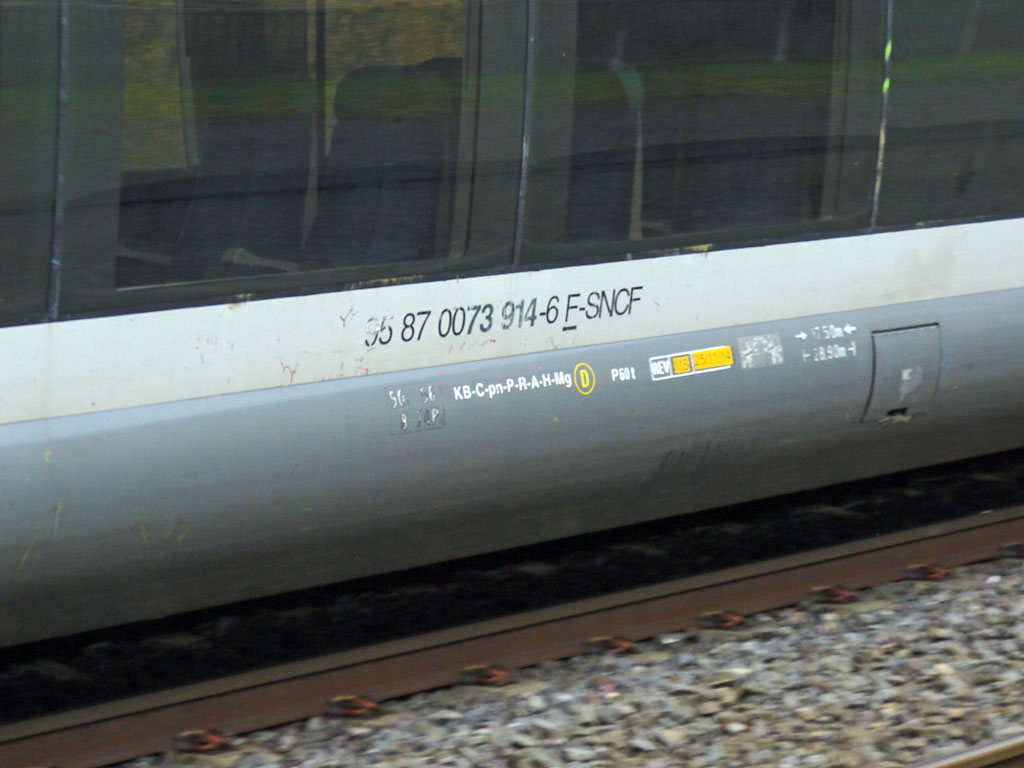
Immatriculation UIC de l'autorail X 73914.

## Livrée
Les X 73900 sont sortis d'usine en livrée TER unifiée de 1997, à base de gris métallisé 862, de bleu institution 239 et de gris foncé 808, sauf les X 73914 et 915 mis aux couleurs de la DB.
Les X 73900 Lorraine ont reçu la décoration Métrolor jaune et rouge au niveau des portes dès leur mise en service. À compter de 2009, les X 73900 Alsace reçoivent une livrée symbolisant une carte des lignes TER Alsace.

## État du matériel et dépôts titulaires
- TER Alsace (STA) : 12 exemplaires ;
- TER Lorraine (SMN) : 7 exemplaires.

| Engins  | Mise en service  | Radiation | Livrée        | STF | Baptême (date)        | Région propriétaire |
| ------- | ---------------- | --------- | ------------- | --- | --------------------- | ------------------- |
| X 73901 | 24 avril 2001    | /         | TER Alsace    | STA | Alsace/Rhénanie Pala. | Grand Est           |
| X 73902 | 10 mai 2001      | /         | TER Alsace    | STA | Alsace/Saarland       | Grand Est           |
| X 73903 | 2 mai 2001       | /         | TER Grand Est | STA | /                     | Grand Est           |
| X 73904 | 3 mai 2001       | /         | TER Grand Est | STA | Obermodern/Zutzendorf | Grand Est           |
| X 73905 | 11 mai 2001      | /         | TER Grand Est | STA | /                     | Grand Est           |
| X 73906 | 9 mai 2001       | /         | TER Grand Est | STA | Alsace/Saarland       | Grand Est           |
| X 73907 | 11 mai 2001      | /         | TER Grand Est | STA | /                     | Grand Est           |
| X 73908 | 9 mai 2001       | /         | TER Grand Est | STA | /                     | Grand Est           |
| X 73909 | 15 juin 2001     | /         | TER Grand Est | STA | /                     | Grand Est           |
| X 73910 | 7 mai 2001       | /         | TER Grand Est | STA | /                     | Grand Est           |
| X 73911 | 25 novembre 2002 | /         | TER Grand Est | SMN | /                     | Grand Est           |
| X 73912 | 20 novembre 2002 | /         | TER Grand Est | SMN | /                     | Grand Est           |
| X 73913 | 25 novembre 2002 | /         | TER Grand Est | SMN | /                     | Grand Est           |
| X 73914 | 20 novembre 2002 | /         | Land de Sarre | SMN | /                     | Grand Est           |
| X 73915 | 25 novembre 2002 | /         | Land de Sarre | SMN | /                     | Grand Est           |
| X 73916 | 19 janvier 2004  | /         | TER Grand Est | STA | /                     | Grand Est           |
| X 73917 | 28 janvier 2004  | /         | TER Grand Est | STA | Drusenheim            | Grand Est           |
| X 73918 | 11 février 2004  | /         | TER Grand Est | SMN | /                     | Grand Est           |
| X 73919 | 23 février 2004  | /         | TER Grand Est | SMN | /                     | Grand Est           |

## Modélisme
La firme Hornby a reproduit l'X 73900 à l'échelle HO, sous la marque Jouef :
- X 73904 aux couleurs du TER Alsace
- X 73906 en livrée "neutre"
- X 73918 aux couleurs du TER Lorraine

La firme Hornby a reproduit l'X 73900 à l'échelle N, sous la marque Arnold :
- X 73914 aux couleurs de la DB

La firme Mikadotrain a reproduit l'X 73900 à l'échelle N :
- X 73900 aux couleurs de la DB